# Lawton-Fort Sill Cavalry
I Lawton-Fort Sill Cavalry sono stati una squadra di pallacanestro statunitense. Fino al 2008 la loro sede era Oklahoma City, nello Stato dell'Oklahoma. Nel 2008 la sede è stata trasferita nella vicina cittadina di Lawton (Oklahoma).
I Lawton-Fort Sill Cavalry hanno vinto il campionato CBA nel 2008 e nel 2009, guidati in panchina dall'ex stella NBA e della Virtus Bologna Micheal Ray Richardson.

## Storia
Nel 2007 la squadra fu fondata come Oklahoma Cavalry, cercando una continuità con gli Oklahoma City Cavalry, squadra CBA degli anni novanta, con l'intenzione di iscriversi all'ABA 2000. Quando la città di Oklahoma City, che già aveva ospitato alcune partite dei New Orleans Hornets nel 2005-06 e 2006-07, espresse l'intenzione di avere una propria franchigia NBA, i Cavalry cercarono un'altra sistemazione, e la trovarono nella vicina città di Lawton (Oklahoma). Inizialmente conosciuti come Oklahoma Cavalry, assunsero la denominazione attuale alla vigilia della finali 2008.
Nel 2009, con la CBA ridotta ai minimi termini, i Cavalry hanno annunciato il passaggio alla PBL per la stagione 2010. Si sono sciolti al termine della stagione 2010-11.

## Stagioni
| Stagione | Lega | Denominazione            | V  | P  | %    | Piazzamento | Play-off   |
| -------- | ---- | ------------------------ | -- | -- | ---- | ----------- | ---------- |
| 2007-08  | CBA  | Oklahoma Cavalry         | 30 | 18 | 62,5 | 2º          | Campioni   |
| 2008-09  | CBA  | Lawton-Fort Sill Cavalry | 12 | 2  | 85,7 | 2º          | Campioni   |
| 2010     | PBL  | Lawton-Fort Sill Cavalry | 18 | 2  | 90,0 | 1º          | Campioni   |
| 2011     | PBL  | Lawton-Fort Sill Cavalry | 18 | 2  | 90,0 | 1º          | Finale PBL |